# Eugen Enderlen
Eugen Enderlen (ur. 21 stycznia 1863 w Salzburgu, zm. 7 czerwca 1940 w Stuttgarcie) – niemiecki chirurg.
Studiował w Greifswaldzie, Monachium i Marburgu, tytuł doktora nauk medycznych otrzymał w 1888. W 1895 w Greifswaldzie habilitował się, po czym został asystentem Ernsta Küstera na Uniwersytecie w Marburgu. Od 1899 profesor zwyczajny w Greifswaldzie, od 1904 na katedrze chirurgii Uniwersytetu w Bazylei. W 1908 przeniósł się do Würzburgu. Po I wojnie światowej został profesorem na Uniwersytecie Ruprechta i Karola w Heidelbergu.
Enderlen zajmował się chirurgią naczyń, nerwów, także operacjami przewodu pokarmowego i dróg żółciowych. Usprawnił techniki chirurgii przełyku. Razem z Ludolfem von Krehlem przeprowadził zabiegi blokady zwoju gwiaździstego i odnerwienia serca.